# Yoshisada Shimizu
Yoshisada Shimizu (清水 義定, Shimizu Yoshisada) é um astrónomo japonês prolífico descobridor de asteroides. O asteroide 7300 Yoshisada recebeu o seu nome.